# 2009年テルアビブ同性愛者センター銃乱射事件
テルアビブ同性愛者センター銃乱射事件（テルアビブどうせいあいしゃセンターじゅうらんしゃじけん、Tel Aviv gay centre shooting）は、2009年8月1日、イスラエルLGBT協会のテルアビブ支部の催しで使われていたナーマニ・ストリートにあるバー・ノアール（ヘブライ語: ברנוער、「若者のバー」）で銃撃が発生し、少なくとも2人が死亡し、15人が負傷した事件。
この事件では26歳の男性と17歳の少女が殺害された。事件の初期の報告では3人死亡したことが示されていたが、その後1人差し引かれた。
負傷者のほとんどは未成年者であり、6人が重体だった。事件の後、市では大規模な捜査が行われ、数百人の警察官が犯人の居場所を探した。2013年6月、ハガイ・フェリシアンが殺人罪で起訴されたが、2014年3月に証拠不十分で取り下げられた。
乱射は広く非難され、議員の一人はイスラエルの歴史の中で同性愛者コミュニティに対する最悪の攻撃と呼んだ。イスラエルで最もリベラルな都市と見なされていた場所への攻撃は、同性愛者コミュニティからの抗議を招いた。
2023年現在、警察はまだ犯人を逮捕できていない。